# 福田沙紀
福田 沙紀（ふくだ さき、1990年9月19日 - ）は、日本の女優・歌手・タレント。
熊本県熊本市出身。オスカープロモーション所属を経て現在はフリー。

## 来歴
6歳の時から、ダンス、芝居、歌のレッスンを開始し、地元熊本県でローカルタレントとして活動。13歳の時、第10回全日本国民的美少女コンテストで応募総数10万1,192通の中から演技部門賞を受賞し、美少女クラブ31の第2期生メンバーとなったのをきっかけにメジャーデビューし、同年2004年10月 ドラマ『3年B組金八先生』に麻田玲子役で出演し、女優デビュー。2005年5月には高見沢俊彦プロデュースで歌手デビュー。
ドラマ『ライフ』でのいじめの主犯役の安西愛海役で女優として注目され、2008年には舞台『フラガール』にて初舞台初主演を、同年『櫻の園‐さくらのその‐』で映画初出演初主演、2009年にはドラマ初主演（『ゴーストフレンズ』にて西島隆弘とダブル主演）を務めた。
その後は『メイド刑事』『IS〜男でも女でもない性〜』などの主演ドラマやNHK大河ドラマ、『SPEC〜警視庁公安部公安第五課 未詳事件特別対策係事件簿〜』シリーズ、ミュージカル等舞台公演にも出演し、仲間由紀恵版『放浪記』では悠起役を、『ウルトラマンオーブ THE ORIGIN SAGA』では念願の特撮ドラマに出演した。
2020年8月31日のインスタグラムで、2004年のデビューから16年間所属したオスカープロモーションを退所することを報告した。
フリー後、最初の主演作品は映画『シュシュシュの娘』。
2021年2月22日、公式YouTubeチャンネル(Vlog)『ふくださんちのおさきさん』を開設。
TOKYO 48 Hour Film Project 参加作品『RainLily』では、主演とプロデューサーを務めた。
『K-POP HOUSE』で、初レギュラーMC。
2024年7月、ショートドラマ配信アプリ「BUMP」のドラマ作品「大人に恋はムズカシイ」で監督を務める。

## 人物
人物像
家族構成は父、母、3歳年下の弟の4人家族。義従兄にローカルタレントの前田シゲがいる。愛犬はトイプードル（メイプル）
学歴は熊本市立池田小学校、熊本市立京陵中学校を経て、堀越高等学校卒業。
沙紀という名前は、正義心の強い子に育って欲しいという願いで、『スケバン刑事』の主人公、麻宮サキから採られたという。
デビュー当初は仕事の度に熊本から通っていたが、高校進学のタイミングで母親と共に上京。父親と弟は熊本に残ったため家族離れた生活となったこともあり、家族への思いは強く、故郷、熊本を愛する思いも強い。
演技に関しての目標はミラクルタイプで共演した八嶋智人のように脇役でも光るようになりたいとし、主演作品が続いた時期には「勉強」と称していた。
座右の銘は「可能性はゼロじゃない」。

趣味・特技
趣味はショッピング・読書・ゲーム・アクセサリーづくり。将来は洋服関係の仕事がしたいというほどの洋服好き。
特技はダンス。舞台、バラエティ番組、本人のSNSなどで披露しており、バラエティ番組でのダンス動画は100万再生数を超えた。映画『シュシュシュの娘』で主演に選ばれた決め手の一つは、オーディションで披露したダンスがダントツに魅力的だったことである。他に金魚すくい（スーパーボールすくい）も得意。
運動神経は良く、体を動かすことは好き。ボーリングのスコアが170～180ぐらいなので200を超えたいという目標を持っている。サッカーも好き。
独学で勉強した韓国語は、ハングルのみで書かれた台本が読め、韓国人ドラマスタッフと通訳なしでもやり取りできるレベルである。5歳から8年間英会話を習っていたこともあり英語での会話も少々出来る。
熊本城のそばで育った影響もあり城好き。仕事で地方に行った際には城によく立ち寄る。熊本城の一口城主でもある。
熊本に帰った時に、バンドでギターをしている父親とセッション出来る程度にギターは弾ける。ドラムも少々叩ける。
水族館が好き。シャチなどのショーでは水しぶきが被る前列席に座ったりもする。
食べることが大好き。特に肉が好きで一番好きな食べ物は牛タン。馬肉も好き。
特撮が大好きで『ウルトラマン』や『仮面ライダー』のファンである。子供時代のリアルタイム視聴によるため主として平成版の作品が対象が多いが、怪獣に関しては古くからの怪獣も知っている。お気に入りは『ウルトラマンパワード』『ウルトラマンダイナ』『ウルトラマンティガ』と『仮面ライダー555』（木場勇治 / ホースオルフェノク好き）『仮面ライダー龍騎』『仮面ライダーアギト』『仮面ライダークウガ』『仮面ライダーBLACK RX』、『恐竜戦隊ジュウレンジャー』『忍者戦隊カクレンジャー』『超力戦隊オーレンジャー』『重甲ビーファイター』『ビーファイターカブト』『テツワン探偵ロボタック』。好きな怪獣はハネジロー、シーボーズ、エレキング。ゴジラも大好きである。
7歳のころに、地元熊本のウルトラマンランド（2013年閉園）にて、ウルトラマンダイナを演じていたつるの剛士と握手をした経験がある。『ウルトラマンオーブ THE ORIGIN SAGA』撮影時には自分が出演していない特撮撮影現場も見学したほどで、つるの剛士クランクアップ時の変身シーンの撮影見学ではうれしさのあまり号泣したというエピソードもある。
ウルトラマンティガに対してはティガ様と「様」付けで呼ぶ。2019年のウルトラマンフェスティバルでティガとの握手が実現した。
2018年5月にサンリオピューロランドで開催された「555」のイベントに参加し、ホースオルフェノクのグッズなどの購入もしており、その時のハイタッチ会の様子などは自身のYouTube動画で語っている。
アニメ・漫画・ゲームにも詳しく、『シャーマンキング』のファン。他に『ポケットモンスター』のピカチュウや（スマブラではピカチュウしか使わない）、スヌーピー、ディズニーなどのキャラクターも好き。声優として出演したことがあるものの、未だに「普通の女の子」役を演じていないため、女の子役をやりたいと希望している。
イラストが上手なこともあり、大好きな『鬼滅の刃』など、キャラクターの絵をSNS上にアップしたりしている。ガンダム好きでもありガンプラ作りもする。
父親がゲーム好きで多くのゲーム機器やソフトが家にあった影響により子供のころからゲーム好き。よくプレイしてるゲームは『PUBG MOBILE』『Apex Legends』 。YouTubeやTwitchでライブ配信も行っている。ゲーム配信を視聴するのも好きで、好きな配信者は勇気ちひろだった。また、ALGSなどのプロの大会を視聴するのも好き。
「この方が居なければ私はこの世界に入っていなかったと思う」と言うぐらい小学生時代はモーニング娘。の後藤真希の大ファンであり憧れ。ライブや握手会に行っており、福岡での握手会時に「絶対デビューします!」と伝え「頑張ってね!」とやり取りした経験がある。母親の影響で中森明菜が好きで、最初に自分で買ったCDがSPEED、TWICEやIZ*ONEのライブに行ったりとアイドル好きの一面もある。K-POPに関しては日本デビューしていないグループも詳しい。
活動
シングル『夢空〜ゆめそら』では「夢空〜ゆめそら〜」「MY WAY」、『Snow Rain』では「I wish…」、アルバム『Sakippo』では「明日雨が上がる頃には」、『VOICE』では「VOICE」「Re;start」「もう一度」を作詞した。シングル「Spr*ing for you」は、初めてストーリー仕立てのPVに挑戦。学生服を身にまとい、卒業をテーマとした恋愛ドラマを演じている。学園祭のシーンでは、Linkin Parkの楽曲にあわせてドラムを演奏している。
2013年4月1日のEMIミュージック・ジャパンのユニバーサルミュージック合同会社への吸収合併と同時に本人のEMI公式ウェブページ（CD紹介、動画、画像ギャラリー）が閉鎖され、現在のユニバーサルミュージック公式サイトには販売権のあるCDと本人の簡単な紹介ページのみ残されている。
インスタグラム、ツイッターに登録していて、自身の旅行記やロケ先で撮った写真、お福飯と題した手料理の写真、ダンスやギターの弾き語りなどの動画、出演情報などを随時投稿掲載している。不定期だがインスタライブも度々行っており、質問などのコメントには一つ一つ丁寧に答えるスタイルである。ツイッターは、特撮、アニメ、ゲーム、K-POPなど趣味メインのつぶやきになっている。一時、noteにてファンサークルを開設していたが終了。(オフショット写真や撮影裏話、その時の様々な思いや考えを綴り、ファンのコメントへの返信コメントも丁寧にしていた。)アメーバブログは現在休止中。
ニコニコ生放送で2020年12月1日21時から1時間30分にわたって自身の30歳の誕生日を2か月遅れで祝う「福田沙紀〜30th記念生配信♡〜」をライブ配信。セットの飾り付け、シャンパン、ケーキなどの準備を自分で1日がかりでしたと報告したり、ほろ酔い気分で視聴者からの歌のリクエストに応じるなどファンサービスをしたりした。
自分でデザインした絵を使用し、アパレルなどグッズ販売をしている。Factelier（ファクトリエ）とコラボしたTシャツではタグデザインをした。

## 出演

### テレビドラマ
- 3年B組金八先生（TBS） - 麻田玲子 役
  - 第7シリーズ（2004年10月15日 - 2005年3月25日）
  - スペシャル11「未来へつなげ 3B友情のタスキ〜たった一人の卒業式…3Bの絆は再び迫る薬物依存の魔の手から仲間を救い出せるのか!?」（2005年12月30日）
  - 3年B組金八先生ファイナル〜「最後の贈る言葉」（2011年3月27日）
- どんまい!（2005年11月、NHK総合） - 佐竹百合 役
- 金曜エンタテイメント 生きててもいい…? 〜ひまわりの咲く家〜（2006年3月、フジテレビ系列） - 河野真希 役
- 不信のとき〜ウーマン・ウォーズ〜（2006年7月 - 9月、フジテレビ系列） - 伊藤マユミ（神山雪子） 役
- 自転車少年記（2006年11月23日、テレビ愛知制作・テレビ東京系列） - 朝美 役
- 金曜プレステージ 新宿の母物語（2006年12月22日、フジテレビ系列） - 遠藤結花 役
- 拝啓、父上様（2007年1月 - 3月、フジテレビ系列） - 坂下エリ 役
- 山田太一ドラマスペシャル 星ひとつの夜（2007年5月25日、フジテレビ系列） - 佐伯美紀 役
- ライフ〜壮絶なイジメと闘う少女の物語〜（2007年6月 - 9月、フジテレビ系列） - 安西愛海 役
- 金曜プレステージ お母さん ぼくが生まれてごめんなさい（2007年7月13日、フジテレビ系列） - 藤谷瞳 役
- だいすき!!（2008年1月 - 3月、TBS系列） - 沢田琴音 役
- 一瞬の風になれ（2008年2月25日 - 28日、フジテレビ系列） - 谷口若菜 役
- ゴーストフレンズ（2009年4月2日 - 6月11日、NHK総合） - 主演：神谷明日香 役
- メイド刑事（2009年6月26日 - 9月11日、テレビ朝日系列） - 主演：若槻葵 役
- SPEC〜警視庁公安部公安第五課 未詳事件特別対策係事件簿〜シリーズ（TBS系列） - 志村美鈴 役
  - SPEC〜警視庁公安部公安第五課 未詳事件特別対策係事件簿〜（2010年10月8日 - 12月17日）
  - スペシャルドラマ SPEC〜翔〜（2012年4月1日）
  - スペシャルドラマ SPEC〜零〜（2013年10月23日）
- カルテット（2011年1月 - 3月、毎日放送制作・TBS系列） - 主演：シュン 役
- 四つ葉神社ウラ稼業 失恋保険〜告らせ屋〜（2011年4月 - 6月、読売テレビ制作・日本テレビ系列） - マル（丸山円） 役
- IS〜男でも女でもない性〜（2011年7月 - 9月、テレビ東京系列） - 主演：星野春 役（W主演）
- ランナウェイ〜愛する君のために（2011年10月 - 12月、TBS系列） - 佐々岡由紀 役
- 新春スペシャルドラマ もう誘拐なんてしない（2012年1月3日、フジテレビ系列） - 教師 役
- リーガル・ハイ 第2話（2012年4月24日、フジテレビ系列） - 荒川ボニータ（山内花江） 役
- Wの悲劇（2012年4月 - 6月、テレビ朝日系列） - 立花綺羅々 役
- 平清盛（2012年8月 - 12月、NHK総合） - 八重姫 役
- 水曜ミステリー9 葬儀屋松子の事件簿3（2013年8月28日、テレビ東京） - 和田百々 役
- 潔子爛漫〜きよこらんまん〜（2013年9月 - 10月、東海テレビ） - 主演：九堂潔子 役
- 出張鑑定人・宝来伝吉シリーズ（フジテレビ系列） - 宝来あかり 役
  - 金曜プレステージ 出張鑑定人・宝来伝吉（2014年4月25日）
  - 土曜ワイド[7] 出張鑑定人・宝来伝吉2（2016年2月27日）
- おわこんTV（2014年7月 - 8月、NHK BSプレミアム） - 篠田 岬 役 ※文化庁芸術祭参加作品[8]
- 大岡越前2 第5話（2014年10月31日、NHK BSプレミアム） - おみよ 役
- 警部補・杉山真太郎〜吉祥寺署事件ファイル 第5話（2015年2月9日、TBS） - 早見エリカ 役
- 土曜ワイド劇場 鉄道捜査官15（2015年4月4日、テレビ朝日） - 楠木亜理紗 役
- 松本清張ミステリー時代劇 第1話「流人騒ぎ」（2015年4月7日、BSジャパン） - くす 役
- 京都人情捜査ファイル 第5話（2015年5月28日、テレビ朝日） - 河原佐智子 役
- 科捜研の女 第15シリーズ 第14話、第15話（2016年3月3日、テレビ朝日） - 松井真奈美 役
- 老人ホーム「ハッピー・ロード」愉快な仲間たちの事件簿（2016年9月11日、テレビ東京） - 栗原由美 役
- 月曜名作劇場 税務調査官・窓際太郎の事件簿32（2017年5月8日、TBS） - 西野明日香 役
- 山本周五郎時代劇 武士の魂 第3話「菊月夜」（2017年5月9日、BSジャパン） - 松谷小房 役
- ミステリースペシャル「ふぞろい刑事」（2017年12月21日、テレビ朝日） - 屋敷瑠奈 役
- 白日の鴉シリーズ（テレビ朝日系列） - 森光理奈 役
  - スペシャルドラマ 白日の鴉（2018年1月11日）
  - スペシャルドラマ 白日の鴉2（2020年5月10日）
- 恋と就活のダンパ（2019年4月27日、NHK BSプレミアム） - 菅遥 役
- 水戸黄門第45部 第1話（2019年5月19日、BS-TBS） - 里美 役
- 連続ドラマＷ 「コールドケース3 〜真実の扉〜」第4話（2020年12月26日、WOWOW） - 内藤由美子 役
- 仮面ライダーガッチャード 第16話 - 最終話（2023年12月24日 - 2024年8月25日、テレビ朝日） - 枝見鏡花 役[9]
- もしも世界に『レンアイ』がなかったら（2025年8月1日 - 、CBCテレビ） - 紘香 役[10]

### Webドラマ 等
- ヒミツの関係〜先生は同居人〜（2010年7月1日、NTTドコモ・BeeTV） - 主演：沢村千夏 役[注釈 2]
- シークレット・メッセージ（2015年11月2日 - 20日、dTV他） - 旅館のアルバイト マリコ 役 日本国内の他にも韓国、台湾で配信された。
- ウルトラマンオーブ THE ORIGIN SAGA（2016年12月26日 - 2017年3月13日、Amazonプライム・ビデオ） - アマテ 役
- 私は誰ですか？～花子に何が起こったか？～（2020年5月23日 - 2020年8月14日 、YouTubeドリプラチャンネル） - 落合しおり(東花子) 役[11]
- 憑きそい 第1話（2023年7月28日、FOD） - ケイコ 役
- 冥黒の黙示録 ラケシス（2025年4月6日、東映特撮ファンクラブ） - 枝見鏡花 役[12]

### バラエティ
主な出演番組
- 恋愛百景（2006年10月 - 2009年9月、テレビ朝日系列）
- GIRLS A GOGO!（テレビ朝日系列） - レギュラー
- クイズ!ヘキサゴンII（2006年5月 - 2007年6月、フジテレビ系列） - 常連出演
- ココリコミラクルタイプ（2006年10月-2007年9月、フジテレビ系列） - レギュラー
- 奇跡体験!アンビリバボー（2007年4月-2009年3月、フジテレビ系列） - 隔週レギュラー
- 痛快TV スカッとジャパン（2020年7月 - 2022年3月、フジテレビ系列） - 不定期出演
- K-POP HOUSE (2023年10月 - 2024年3月 、フジテレビ系列）- MC

### スポーツ
- FIFAクラブ世界選手権 TOYOTA CUP（2005年12月、日本テレビ系列） - 北中米レポーター
- ドキュメンタリー「九州の夢を乗せて～ヨカヨカの挑戦～」（2021年8月21日、テレビ西日本制作） - ナビゲーター
- 競馬BEAT（2021年8月29日、テレビ西日本制作、フジテレビ系列西日本エリアネット） - ゲスト（JRA小倉競馬場より生放送）

### イベント
- 一日消防署長 渋谷消防署　2006年2月26日  「署長と呼ばれて背筋がピーンとします」
- 第1回 ケータイ小説大賞　授賞式（毎日新聞東京本社　2006年11月28日　プレゼンター）
- 日経トレンディが選んだ「今年の顔」発表会（ANAインターコンチネンタルホテル東京 プロミネンス　2007年11月1日　この年にヒットした物、人を『日経トレンディ』がランキングするイベント　『ライフ』でのいじめ役が評価され招かれた）
- オスカー晴れ着撮影会（2007年11月13日　東京プリンスホテル サンフラワーガーデン　「『ライフ』で嫌な女だと思っていただけて嬉しいです」）
- 『超劇場版ケロロ軍曹3　ケロロ対ケロロ天空大決戦であります！』完成披露イベント（東京タワー大展望台　2008年2月24日）
- 小説『一瞬の風になれ』 読書感想文大賞授賞式（ホテル日航東京　2008年2月25日　福田沙紀賞プレゼンター　同名テレビドラマの原作）
- 第45回 ゴールデン・アロー賞（ホテルニューオータニ　2008年3月3日　新人賞『ライフ』で共演した北乃きいとともに受賞）
- よい歯と食育大賞　授賞式（ANAインターコンチネンタルホテル東京　2008年4月19日）
- キンレイ鍋焼きうどん30周年キャンペーン（明治記念館 2008年7月3日）
- プロ野球　楽天ーロッテ戦始球式（Kスタ宮城　2008年7月3日　キャンペーンと同日）
- 『櫻の園』ヒット祈願詣 （新宿 花園神社　2008年8月7日）
- オスカー晴れ着撮影会（明治記念館　2008年12月9日　「今年は主演映画や舞台など新しい事にチャレンジした年」）
- 堀越高等学校 卒業式（中野サンプラザ　2009年2月17日　「3年間で特に思い出に残っているのは学園祭」 式直後に多数の取材に応じたためクラスメートとの最後の時間を共有できず残念だったと後に語る）
- 第32回日本アカデミー賞 授賞式 （2009年2月20日　新人俳優賞「この作品（『櫻の園』）では新しいものを作り出す難しさに直面しました」）
- 『櫻の園』 DVD発売記念イベント（タワーレコード渋谷店　2009年4月4日　バイオリンの稽古で酔って辛かったと語る）
- 『崖の上のポニョ』DVD発売記念イベント（エプソン品川アクアスタジアム　2009年5月18日）
- 第6回 The Beauty Week Award （ザ・ビューティーウィークアワード）授賞式（銀座 ホテル西洋　2009年9月3日　フレッシュビューティーアワード）
- 『Disney's  クリスマス・キャロル』公開記念イベント　ツリー点灯式（六本木ヒルズアリーナ　2009年11月11日）
- ZARA渋谷公園通り店　オープニングレセプションパーティー（ZARA渋谷公園通り店　2009年11月24日）
- オスカー晴れ着撮影会（明治記念館　2009年12月15日　「来年は表現力を身につけたい」）
- 第21回 国際宝飾展 日本ジュエリーベストドレッサー賞 10代部門授賞式（東京ビッグサイト　2010年1月27日）
- レコチョク独占MEET&GREET企画！ 福田沙紀を卒業式へ呼ぼう！ ただ一人だけのための卒業祝い　（千葉県 多古コミュニティーホール　2010年3月7日　高校卒業生に自筆のオリジナル卒業証書を手渡した）
- 『Disneyアリスインワンダーランド』公開記念ティーパーティー（恵比寿ガーデンプレイス　2010年3月22日）
- ボシュロム・ジャパン株式会社 ソフトコンタクトレンズ消毒剤「レニュー」リニューアル発表会　（2010年4月13日 「目の印象が一番大事」）
- シャープスマートフォン3Dコンテスト告知イベント（恵比寿ガーデンプレイス ザ・ガーデンホール　2010年12月7日）
- オスカー晴れ着撮影会（明治記念館　2010年12月13日　「お酒が飲めるようになり大人の方の人生観の話を聞けて嬉しい」）
- 法テラスサポーターズクラブ大使（法務大臣表敬訪問　法務省　 大使就任式　法曹会館　2011年1月6日午後）
- 第22回 国際宝飾展 第5回 ブライダルジュエリープリンセス 表彰式（東京ビッグサイト　2011年1月28日　大島優子とともにウェディングドレス姿で記念の指輪を贈呈され、その後のインタビューで「結婚式を2回したい」と誤解を招くような発言をしてすぐ訂正した）
- DHC 薬用アクネコントロールシリーズ　新CM発表会（赤坂ガーデンシティ　2011年7月27日　イメージキャラクターニキビ撲滅大使に就任）
- 第14回 全日本国民的美少女コンテスト　本選大会（グランドプリンスホテル新高輪　2014年8月5日　演技部門賞プレゼンター　10年前に自身が受賞した賞を今回 門垣ひかる 川口ゆりなの二人に授与した）
- 有楽町マリオンクロック30周年anniversary（有楽町マリオン　2014年10月1日　舞台「Yuming sings…あなたがいたから私がいた」のPRも兼ねるセレモニー　自身のメジャーデビュー10周年についても「ひとつひとつの仕事をこなしていつの間にか10年」と発言）
- 第2回　韓日文化キャラバン〜平昌・長野の冬〜福田沙紀トークショー（メルパルク長野イベントホール　2016年12月17日）
- AMAZONオリジナル　『ウルトラマンオーブ THE ORIGIN SAGA』配信開始記念イベント（池袋サンシャイン専門店街アルパ地下1階噴水広場　2016年12月26日　アマゾンプライム会員のみ視聴できる「ウルトラマンオーブ　ジ・オリジンサーガの配信開始を記念して行われたイベント。監督及び主な出演者が役のコスチュームで登場。人間サイズのウルトラマンオーブも登場した。
- ファクトリエとのコラボレーションTシャツ発表会 (都内 2022年5月27日)

### 映画
- 櫻の園（2008年11月8日 公開） - 主演・結城桃（ペーチャ） 役
- YATTER MAN 〜ヤッターマン〜（2009年3月7日 公開） - ヒロイン・ヤッターマン2号 / 上成愛 役
- 火天の城（2009年） - ヒロイン・岡部又右衛門の娘 凛 役
- 津軽百年食堂（2011年） - ヒロイン・筒井七海 役
- TSY タイムスリップヤンキー（2011年、沖縄国際映画祭出品作品） - ヒロイン・桜坂愛里沙 役
- ひまわり〜沖縄は忘れない あの日の空を〜（2012年） - 石川聡子 役
- 劇場版SPECシリーズ - 志村美鈴 役
  - 劇場版 SPEC〜天〜（2012年）
  - 劇場版 SPEC〜結〜 漸ノ篇/爻ノ篇（2013年）
- ヒノマル♪ドリーム Dream in the Rising Sun（2012年、沖縄国際映画祭出品作品） - ヒロイン・進藤明音 役（映画祭以外にも一般公開時にシネマート六本木 スクリーン4で初日舞台挨拶 2013年3月9日）
- 私はヒーロー それともヴィラン? よみがえれ勝連城!（2018年） - 主演・比嘉華那 役
- 花嫁の手紙（2018年、札幌国際短編映画祭話題賞受賞作品） - 主演・飯島奈緒 役（ロシア「第18回アムールの秋映画祭」の「日本シネマデイズ」でも上映された）
- るり子の青春ビート！(つんく♂中2映画プロジェクト)　-（2021年） - 松崎梨花 役　(「TOKYO青春映画祭」にて上映された)
- シュシュシュの娘（入江悠の自主映画） -（2021年8月21日 公開） - 主演[13]・鴉丸未宇 役　(「ニューヨークアジアン映画祭」等でも上映された)
- Rain Lily  (TOKYO 48 Hour Film Project 最優秀作品賞)  -（2023年） - 主演・幸田佳 役（「48HFP Filmapalooza 2024 Lisbon」にて上映された）
- シキ（2023年11月） - 國武絵未 役
- 仮面ライダーガッチャード ザ・フューチャー・デイブレイク（2024年） - 枝見鏡花 役[14]
- 熊本の彼氏（2025年公開予定） - 川島かおり 役[15]

### 声の出演
- 劇場版 甲虫王者ムシキング グレイテストチャンピオンへの道（2005年12月） - 溝呂木シロー 役
- 超劇場版ケロロ軍曹3 ケロロ対ケロロ天空大決戦であります!（2008年3月） - ナスカ 役
- クレヨンしんちゃん（2008年11月14日、映画「櫻の園」とのタイアップ） - 結城桃 役
- ヤッターマン×トウシバ番外編（2009年2月、東芝Webアニメ） - ヤッターマン2号 役
- エリアス ちいさなレスキューせん（2009年10月10日 - 2010年2月27日、BS日テレ） - 主演：エリアス 役
- コニカミノルタプラネタリウム 絢香 みんな空の下　夜空を見上げるOL役　池袋サンシャインシティ“満天”　東京スカイツリータウン“天空”　2013年11月23日 - 2014年3月9日）

### 舞台
- フラガール（2008年、赤坂ACTシアター他） - 主演・谷川紀美子 役
- つばき、時跳び（2010年、明治座） - 主演・柳井つばき 役
- 劇団EXILE「影武者独眼竜」（2012年、オリックス劇場・シアターコクーン） - 愛姫 役
- テイキング・サイド（2013年、銀河劇場他） - エンミ・シュトラウベ 役
- うかうか三十、ちょろちょろ四十（2013年、紀伊國屋サザンシアター他） - ちか、れい 役一人二役
- ブロードウェイミュージカル ピーター・パン（2014年7月、東京国際フォーラム ホールC他） - ウェンディ・モイラー・アンジェラ・ダーリング 役
- ユーミン×帝劇 vol.2　『あなたがいたから私がいた』（2014年10月8日 - 31日 26回公演、帝国劇場） - 大同春子 役
- 伊東四朗生誕?! 77周年記念「吉良ですが、なにか？」（2014年11月21日 - 12月14日　27回公演、本多劇場） - キクコ 役
- 放浪記（2015年 - 2016年、全105公演、シアタークリエ ・新歌舞伎座・ 中日劇場・博多座） - 悠起 役
- 寝盗られ宗介（2016年、シアター1010・大阪松竹座・ももちパレス・刈谷市総合文化センター・新橋演舞場） - サキ 役[16]
- タクフェス第5弾「ひみつ」（2017年10月-12月、サンシャイン劇場・梅田芸術劇場 ドラマシティ他） - 山之内夢 役
- 舞台「振り子」（2025年9月6日 - 14日〈予定〉、IMAホール）[17]

### CM
- ゲームボーイアドバンス用ソフト『ファイアーエムブレム 聖魔の光石』（任天堂）
- ロッテ『フルーツガム』
- 日本ケミファ『ゆびきり編』
- タカラトミー Hi-kara
- キンレイ『鍋焼きうどん』
- 国土交通省『駅前放置自転車クリーンキャンペーン』
- LYNX 3D(SH-03C) シャープ製、NTTドコモスマートフォン
- DHC「薬用アクネコントロールシリーズ」（2011年8月1日 - ）
- オートバックス（2014年6月 - ）

### ラジオ
- 福田沙紀と柳田理科雄のラジオ空想科学研究所（ニッポン放送、2005年10月 - 2010年9月）
- 福田沙紀のオールナイトニッポンR（ニッポン放送、2005年9月3日、12月10日、2010年3月12日）
- ラジオ・チャリティー・ミュージックソン（ニッポン放送他、2009年12月24日・25日）
- TOKYO FM　ホリデースペシャル　Yuming Song と私の出来事 ゲスト出演（エフエム東京、2016年11月3日　松任谷由実の新作アルバム宇宙図書館の発表記念イベント　伊勢丹新宿店1階特設スタジオからの生放送の模様はAbemaTVでもライブ放送された）

### オリジナルビデオ
- 仮面ライダーガッチャード GRADUATIONS（2025年6月11日、東映ビデオ） - 枝見鏡花 役

## ポスター
- 駅前放置自転車クリーンキャンペーン
- 2008年技能検定
- 2009年全国労働衛生週間
- 2009年全国火災予防運動
- 2011-2012年建設業年末年始労働災害防止強調月間（2011年12月1日 - 2012年1月15日）

## 写真集・書籍など
- 2006.07 福田沙紀 DVD&PHOTO BOOK Little wing 撮影：橋本雅司

## ディスコグラフィ

### シングル
| 枚                        | リリース日     | タイトル                 | 最高位        | 販売形態      | 商品コード            | 形態                  |
| FLIGHT MASTER             | FLIGHT MASTER  | FLIGHT MASTER            | FLIGHT MASTER | FLIGHT MASTER | FLIGHT MASTER         | FLIGHT MASTER         |
| ------------------------- | -------------- | ------------------------ | ------------- | ------------- | --------------------- | --------------------- |
| 1                         | 2005年5月18日  | アタックNo.1 2005        | 20位          | CD            | PCCA.70110            |                       |
| 2                         | 2005年9月7日   | 花束を下さい             | 48位          | CD            | PCCA.02141            |                       |
| 3                         | 2005年12月14日 | 幸せのテレパシー         | 79位          | CD            | PCCA.02210            |                       |
| 4                         | 2006年8月2日   | グッド・バイ・マイ・ラブ | 50位          | CD            | PCCA.02260            |                       |
| 5                         | 2007年3月7日   | 夢空〜ゆめそら〜         | 150位         | CD            | PCCA.02403            |                       |
| EMIミュージック・ジャパン |                |                          |               |               |                       |                       |
| 6                         | 2009年8月12日  | 明日への光               | 19位          | CD+DVD CD     | TOCT-40265 TOCT-40266 | 豪華盤 通常盤         |
| 7                         | 2010年3月3日   | Spr*ing for you          | 79位          | CD+DVD        | TOCT-45026            | 初回生産限定盤        |
| 8                         | 2010年12月8日  | Snow Rain                | 81位          | CD+DVD CD     | TOCT-40313 TOCT-45039 | 初回生産限定盤 通常盤 |

### アルバム
| 枚                        | リリース日    | タイトル      | 最高位        | 販売形態      | 商品コード            | 形態                  |
| FLIGHT MASTER             | FLIGHT MASTER | FLIGHT MASTER | FLIGHT MASTER | FLIGHT MASTER | FLIGHT MASTER         | FLIGHT MASTER         |
| ------------------------- | ------------- | ------------- | ------------- | ------------- | --------------------- | --------------------- |
| 1                         | 2006年9月6日  | Sakippo       | 100位         | CD+DVD        | PCCA.02309            | 初回限定盤            |
| EMIミュージック・ジャパン |               |               |               |               |                       |                       |
| 2                         | 2010年3月3日  | VOICE         | 92位          | CD+DVD CD     | TOCT-26948 TOCT-26949 | 初回生産限定盤 通常盤 |

### キャラクターソング
| 発売日       | 商品名                             | 歌                                          | 楽曲                          | 備考                                               |
| ------------ | ---------------------------------- | ------------------------------------------- | ----------------------------- | -------------------------------------------------- |
| 2024年9月4日 | 仮面ライダーガッチャード SONG BEST | 黒鋼スパナ（藤林泰也）&枝見鏡花（福田沙紀） | 「Blaze up」                  | 特撮テレビドラマ『仮面ライダーガッチャード』関連曲 |
| 2024年9月4日 | 仮面ライダーガッチャード SONG BEST | 枝見鏡花（福田沙紀）                        | 「Blaze up Kyoka Solo Ver.」  | 特撮テレビドラマ『仮面ライダーガッチャード』関連曲 |
| 2024年9月4日 | 仮面ライダーガッチャード SONG BEST | ガッチャオールスターズ                      | 「CHEMY×STORY Gotca Version」 | 特撮テレビドラマ『仮面ライダーガッチャード』関連曲 |

### ライブ
- 明日への光 c/w リーク　発売記念ライブ　（東京ドームシティLaQuaガーデンステージ 2009年8月12日　心斎橋BIG STEP1階大階段 15日　名古屋PARCO西館エントランス 16日）
- プレミアムライブ　（シングルSpr*ing for you アルバムVOICE 同時購入特典　渋谷HAKUJU HALL（白寿ホール）　2010年3月26日 アーティスト活動5周年記念）

## タイアップ
| 楽曲                     | タイアップ                                                            | 収録作品                                |
| ------------------------ | --------------------------------------------------------------------- | --------------------------------------- |
| アタックNo.1 2005        | テレビ朝日系木曜ドラマ『アタックNo.1』主題歌                          | 1stシングル「アタックNo.1 2005」        |
| 花束を下さい             | 日本テレビ系『音楽戦士 MUSIC FIGHTER』2005年9月度エンディング・テーマ | 2ndシングル「花束を下さい」             |
| 幸せのテレパシー         | 映画『甲虫王者ムシキング グレイテストチャンピオンへの道』主題歌       | 3rdシングル「幸せのテレパシー」         |
| グッド・バイ・マイ・ラブ | フジテレビ系木曜劇場『不信のとき〜ウーマン・ウォーズ〜』挿入歌        | 4thシングル「グッド・バイ・マイ・ラブ」 |
| 春夏秋冬                 | テレビ朝日系『恋愛百景』エンディング・テーマ                          | 4thシングル「グッド・バイ・マイ・ラブ」 |
| 明日への光               | テレビ朝日系金曜ナイトドラマ『メイド刑事』挿入歌                      | 6thシングル「明日への光」               |
| リーク                   | テレビ朝日系『恋愛百景』エンディング・テーマ                          | 6thシングル「明日への光」               |
| Snow Rain                | CM：シャープ「LYNX3D docomoSH-03C」                                   | 8thシングル「Snow Rain」                |

### ユニットメンバー
1. ↑  本島純政、松本麗世、藤林泰也、安倍乙、富園力也、宮原華音、坂巻有紗、熊木陸斗、加部亜門、福田沙紀